# Robert Brown
Robert Brown (1773 Montrose, Skotsko – 1858 Londýn) byl skotský botanik a lékař.

Medicínu v Edinburghu nedostudoval. V roce 1793 byl poslán do Irska jako pomocník chirurga, kde studoval irskou flóru. Poté odcestoval do Austrálie, kde sbíral rostliny, které byly základem pro jeho další výzkum tohoto území. V roce 1827 poprvé zaznamenal pohyb pylových zrnek ve vodě, který byl později pojmenován po něm jako Brownův pohyb. Aby vyloučil možnost, že pohyb je projevem případného života, opakoval experiment s částicemi prachu. Podstatu tohoto jevu objasnil v roce 1905 Albert Einstein, vycházeje z kinetické teorie látek. 
Od 29. května 2018 nese jeho jméno asteroid (29210) Robertbrown.